# Ioannis Makrygiannis

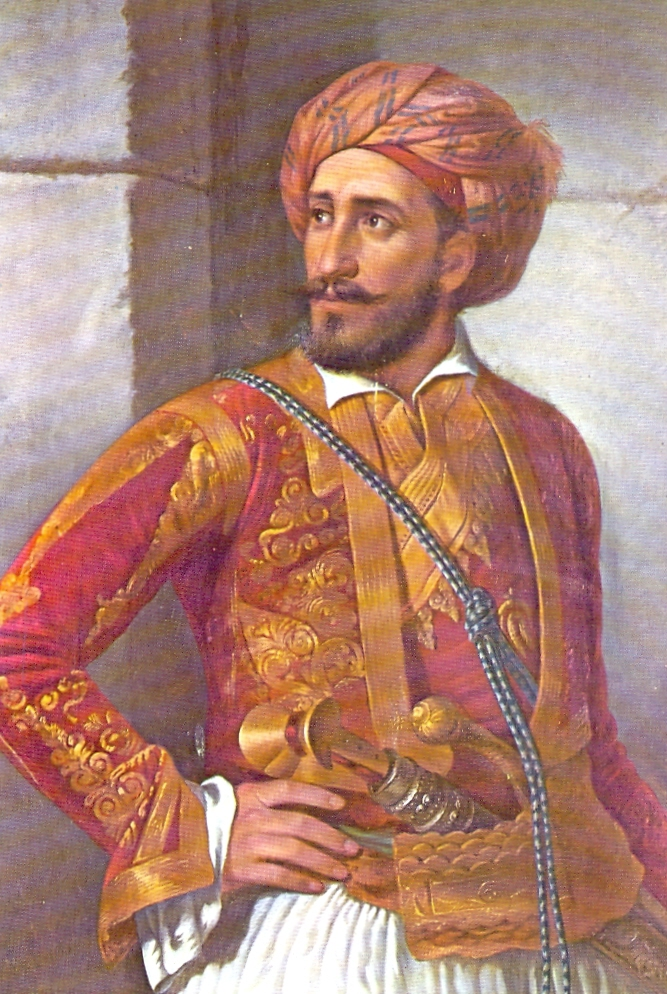
Porträt von Makrygiannis im Nationalen Historischen Museum in Athen

Ioannis Makrygiannis (griechisch Ιωάννης «Γιάννης» Μακρυγιάννης, Ioannis oder Giannis Makrygiannis; * 1797 in Avoriti als Ioannis Triandafyllos; griechisch Ιωάννης Τριαντάφυλλος; † 1864 in Athen) war ein griechischer Freiheitskämpfer, Offizier und Politiker. Er kämpfte im griechischen Unabhängigkeitskrieg, wurde General und errang mehrere bedeutende Siege. Nach der griechischen Unabhängigkeit hatte er großen Anteil an der ersten griechischen Verfassung des Königreichs Griechenlands. Als Autor wurde Makrygiannis vor allem für seine Memoiren bekannt, die als „Monument griechischer Literatur“ gelten und als Quelle für geschichtliche und kulturelle Informationen seiner Zeit genutzt werden.

## Leben

### Kindheit und Jugend
Ioannis Makrygiannis wurde als Ioannis Triandafyllos in eine arme Familie geboren. „Makrygiannis“ (dt.: großer Johannes) war ein Spitzname, den er aufgrund seiner Größe erhalten hatte. Sein Vater Dimitris Triandafyllos war bei Kämpfen mit der Armee von Tepedelenli Ali Pascha getötet worden. Die Familie musste daraufhin nach Livadia fliehen, wo Makrygiannis seine Kindheit bis 1811 verbrachte. Im Alter von sieben Jahren kam er als Pflegesohn in eine wohlhabende Familie in Livadia, doch die Arbeit als Knecht und die Misshandlungen seien, so Makrygiannis, „sein Tod“ gewesen. So ging er 1811 nach Arta zu einem bekannten, der enge Beziehungen zu Ali Pascha unterhielt. Noch als Teenager begann Makrygiannis mit dem Handel und wurde zu einem wohlhabenden Mann. Nach Angaben von Sphyroeras, wurde er 1820 wahrscheinlich Mitglied des antiosmanischen Geheimbundes Filiki Eteria. Im März 1821 ging er nach Patras auf der Halbinsel Peloponnes. Als Grund gab er Geschäfte an, in Wirklichkeit wollte er den lokalen Mitgliedern von Filiki Eteria die politische Sachlage in Rumelien erläutern. Nachdem er sich mit Odysseas Androutsos getroffen hatte, kehrte er zwei Tage vor Ausbruch der Revolution in Patras nach Arta zurück und wurde prompt von der Osmanischen Verwaltung verhaftet und in der Festung interniert. Mehr als 90 Tage blieb er in Haft, bevor er im August 1821 fliehen konnte und sich Gogos Bakolas anschloss.

### Während des Unabhängigkeitskrieges

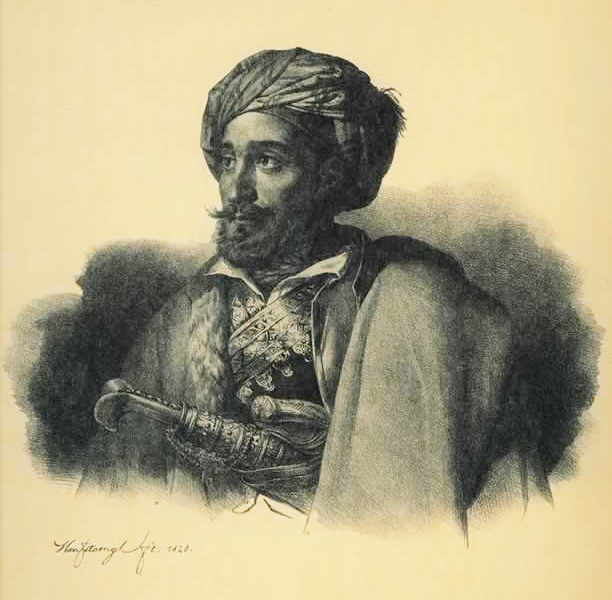
Lithografie von Karl Krazeisen (1831)

Unter dem Kommando von Bakolas nahm Makrygiannis im September 1821 an der Schlacht von Stavros bei Tzoumerka teil und an der Schlacht von Peta, wo er leicht am Bein verletzt wurde. Einige Tage später nahm er an der Belagerung von Arta teil, die die Stadt zeitweise unter griechische Kontrolle brachte. Ende 1821 ging er nach Mesolongi, wo er allerdings nach Aussagen in seinen Memoiren schwer erkrankte und erst im März 1822 gesundete. Er erholte sich im Dorf Sernikaki bei Salona und meldete sich dann zum Militärdienst zurück. Er erhielt das Kommando über eine kleine Gruppe Widerstandskämpfer und kämpfte bei der Belagerung der Stadt Patratziki, die von einer nicht unbeträchtlichen Zahl osmanischen Truppen verteidigt worden war.
Nachdem die Akropolis von Athen von den Osmanen im Juni 1822 aufgegeben worden war, wurde Makrygiannis am 1. Januar 1823 zum Aufseher über die öffentliche Ordnung berufen. In diesem Amt traf er mehrere Entscheidungen für Maßnahmen, um die willkürliche Unterdrückung des Volkes und die Diebstähle einzudämmen. Im Sommer 1823 kämpfte er bei Nikitaras im östlichen Teil Zentralgriechenlands. Im Oktober des gleichen Jahres führte er eine Gruppe Rumelier auf die Peloponnes und kämpfte dort an der Seite der Regierung von Georgios Koundouriotis in einem Bürgerkrieg gegen die Rebellen. Für seine Leistungen in diesem Konflikt wurde er zum Brigadier befördert, im August 1824 zum Generalleutnant und schließlich Ende 1824 zum General.
Im März 1825, nachdem die Peloponnes von ägyptischen Truppen besetzt worden war, wurde Makrygiannis Politarch von Kyparissia und nahm an der Schlacht von Neokastro teil. Nachdem die Festung am 11. Mai 1825 gefallen war, reiste er eilig nach Myli bei Nafplio, wo er am 10. Juni mit 100 Mann eintraf. Sofort ordnete er den Bau von behelfsmäßigen Befestigungen an sowie die Bevorratung von Lebensmitteln. Immer mehr Militärführer trafen in Myli ein, sodass Ibrahim Pascha, der Kommandant der ägyptischen Truppen, die Stellung trotz der zahlenmäßigen Überlegenheit und mehrere heftiger Attacken am 12. und 14. Juni nicht halten konnte. Makrygiannis wurde in der Schlacht verletzt und nach Nafplio gebracht.
Schon bald danach heiratete er die Tochter eines prominenten Atheners. Fortan galt sein ganzes Handeln der Stadt. Als Athen von Ibrahim Pascha im Juni 1826 eingenommen wurde, half Makrygiannis bei der Organisation der Verteidigung der Akropolis und wurde nach dem Tod des Kommandanten Ioannis Gouras kommissarischer Kommandant der Garnison. Er konnte dabei den heftigen Angriff auf das Odeon des Herodes Atticus am 7. Oktober abwehren und erlitt bei der Verteidigung der Akropolis drei Mal schwere Verletzungen an Kopf und Nacken. Diese Wunden machten ihm für den Rest seines Lebens schwer zu schaffen, verhinderten aber nicht, dass er auch an der letzten Phase des Krieges teilnahm: Im Frühjahr 1827 kämpfte er in der Schlacht von Piräus und der Schlacht von Analatos.

### Nach dem Unabhängigkeitskrieg

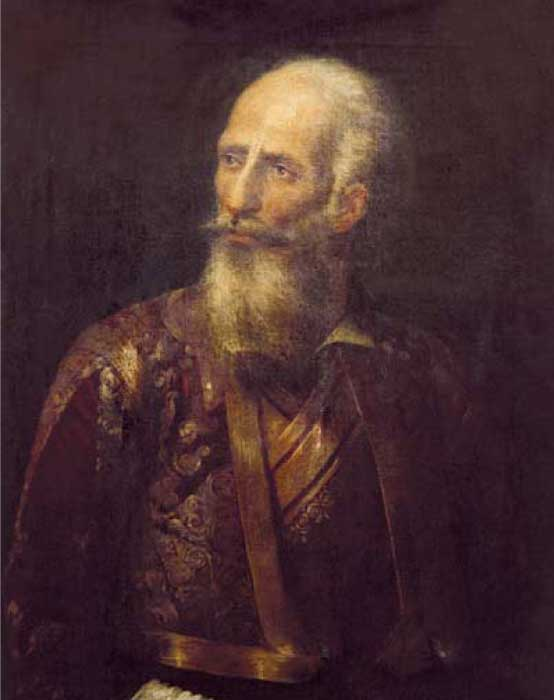
Porträt von Spyridon Prosalentis.

#### Unter Präsident Kapodistrias
Erstes Staatsoberhaupt Griechenlands wurde der adlige Politiker Ioannis Kapodistrias, der Makrygiannis 1828 zum „Leiter der Verwaltung der Peloponnes“ mit Sitz in Argos ernannte. In dieser Zeit begann er mit seinen Memoiren als Tagebuch. Nachdem Kapodistrias das Militär 1830 restrukturierte, wurde Makrygiannis Brigadier. Trotzdem widersetzte er sich nach und nach der Politik von Kapodistrias und brach eventuell sogar mit ihm. Makrygiannis widersetze sich dem Autoritarismus des Präsidenten und hatte Zweifel, ob seine Heimat dem befreiten Griechenland angeschlossen würde oder nicht. Beeinflusst von Ioannis Kolettis, versuchte er sogar, Kapodistrias zu einer konstitutionellen Form der Regierung zu zwingen und nutzte dazu auch die Truppen, die unter seinem Kommando standen, war aber erfolglos. Im August 1831 zwang die Regierung alle Beamten und das militärische Personal zur Unterzeichnung eines Diensteides, in dem sie jegliche Beteiligung an Geheimbünden verneinten und loyale Bedienstete der Regierung seien. Makrygiannis empfand das als Erniedrigung und versuchte einen eigenen Diensteid aufzusetzen. Doch die Regierung akzeptierte dies nicht und er wurde aller Funktionen enthoben. Seine Opposition gegen das herrschende Regime endete auch nicht, als Kapodistrias am 9. Oktober 1831 ermordet wurde. Er ergriff Partei für die „Konstitutionalisten“ und kämpfte gegen den Bruder des Gouverneurs und Nachfolger Augustinos Kapodistrias. Trotzdem verurteilte er die Ermordung auf das Schärfste.

#### Die Herrschaft von König Otto
Bei der Londoner Konferenz im Mai 1832 bestimmten die Signatarmächte der Unabhängigkeit Griechenlands, Großbritannien, Frankreich und Russland, Prinz Otto von Bayern zum ersten König von Griechenlands. Die Ankunft von Otto in der griechischen Hauptstadt Nafplio wurde von Makrygiannis enthusiastisch gepriesen. Die Hoffnungen, die er in die neue Regierung setzte, währten allerdings nicht lange. König Otto war minderjährig und bayerische Regenten wurden eingesetzt, um an seiner statt zu regieren. Makrygiannis geriet in Konflikt mit dem Kriegsminister Karl Wilhelm von Heideck für dessen Verhalten gegenüber den Veteranen des Unabhängigkeitskrieges. Die neue griechische Armee hatte keinen Platz für die irregulären Truppen der Kleften. Diese Guerillatruppen bildeten das Rückgrat der griechischen Streitkräfte während des Krieges und Makrygiannis empfand ihren Ausschluss aus der Armee als respektlos. Nicht nur, dass diese Männer vom Dienst in der Armee ausgeschlossen worden waren, man strich ihnen jeglichen Sold und brachte sie damit in finanzielle Schwierigkeiten. Makrygiannis glaubte außerdem, dass der bayrische Premierminister Joseph von Armansperg persönlich für die ernsthaften Probleme des neuen Staats verantwortlich sei. Als Konsequenz daraus zog er sich aus der aktiven Politik zurück.

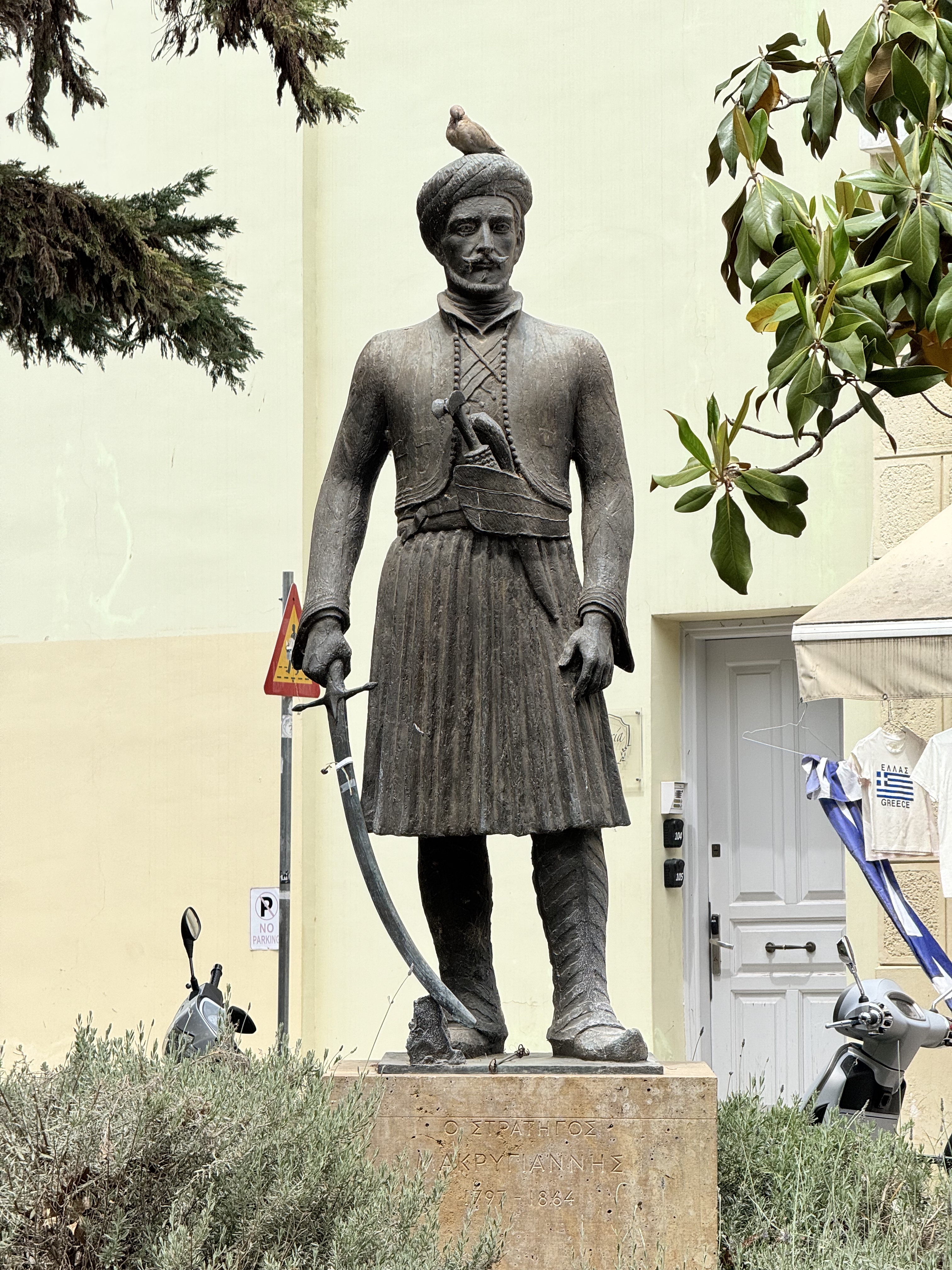
Statue von Ioannis Makrygiannis in Athen.

Nachdem am 27. Dezember 1833 per königlichem Dekret die Städte und Gemeinden eingeführt worden waren, wurde Makrygiannis in den Stadtrat von Athen gewählt. 1834 wurde die Stadt zur neuen Hauptstadt des Landes. In dem Gremium kritisierte er harsch, was er als Versäumnis und als autoritäres Handeln der königlichen Verwaltung und des Kabinetts wahrnahm. Immer wieder rief er nach einer Verfassung, obwohl die königliche Verwaltung ihn schätzte und in den Rang eines Obersts beförderte. Während der Abwesenheit des Königs aufgrund der Heirat mit Amalie von Oldenburg (1836), erreichte die öffentliche Unzufriedenheit mit von Armansperg einen neuen Höhepunkt. Die Zeitungen Athena und Elpis kritisierten ihn scharf und einige Politiker verlangten seine Ablösung. Makrygiannis stellt in seiner Eigenschaft als Vorsitzender der Stadtversammlung von Athen im Januar 1837 den Antrag auf die Annahme einer Resolution, die eine Verfassung forderte und dem König übergeben werden sollte. Nicht lange zuvor hatte Makrygiannis bei einem Bankett in Anwesenheit früherer Kämpfer des Unabhängigkeitskrieges auf die Gesundheit des Königspaares angestoßen, an die Opfer des Krieges erinnert und eine Verfassung angemahnt. Von Armansperg löste den Stadtrat sofort auf, entließ den Bürgermeister und stellte Makrygiannis unter Hausarrest. In dieser Zeit gab Makrygiannis bei dem Künstler Panagiotis Zografos 25 Stiche in Auftrag, deren Erlös den Kriegsveteranen zugutekommen sollten.
In der Zwischenzeit wurde der Ruf nach einer Verfassung immer lauter, genauso wie das Missfallen an der Regierung Ottos beständig wuchs. Die angespannte Situation gipfelte in der Revolution des 3. September 1843, die dem König schließlich eine Verfassung abnötigte. Es erwies sich als Vorteil, dass im gleichen Jahr die letzten bayrischen Truppen abgezogen wurden, die Otto zur Unterstützung erhalten hatte. Makrygiannis war einer der Anführer der Bewegung. In der Folge gehörte Makrygiannis zu den wichtigsten Persönlichkeiten. Er spielte eine bedeutende Rolle bei der Formung des neuen Kabinetts und war als Vertreter Athens in die verfassungsgebende Nationalversammlung gewählt worden. Der Politiker führte eine Gruppe von 63 Abgeordneten an, die ihm loyal ergeben waren und stellte selbst mehrere Anträge während der Ausarbeitung der Verfassung. Nur kurz nach der Abschluss der Arbeit der Versammlung zog er sich erneut aus der Politik zurück. Für die führende Rolle bei der Ausarbeitung der ersten griechischen Verfassung wurde Makrygiannis 1994 für die Rückseite der 50-Drachmen-Gedenkmünze ausgewählt, die zum 150. Geburtstag der Verfassung herausgegeben werden sollte. Die Münze erschien in drei Versionen, die jeweils einen der Anführer der Revolution des 3. September ehren sollte: Neben Makrygiannis wählte man Dimitrios Kallergis und Andreas Metaxas.
Makrygiannis beendete seine Memoiren 1850, sodass man für den Rest seines Lebens auf andere Quellen zurückgreifen muss. In der Folgezeit sprach er immer wieder offen seine Bedenken gegen die Politik der Regierung von König Otto aus. Er wehre sich gegen das, was er als fortgesetzte Herabwürdigung der Veteranen des Unabhängigkeitskrieges empfand und wurde mehrfach des Komplotts gegen den König bezichtigt. Außerdem vergab ihm der König nie seine Beteiligung an der Bewegung des 3. September. Als er in den Palast vorgeladen wurde, um die Verschwörer des 3. September zu verraten, weigerte sich Makrygiannis und antwortete: „Ich bin kein Sklave.“ 1852 wurde er beschuldigt, den Sturz der Führungsschicht und die Ermordung des Königs zu planen. Am 13. April 1852 wurde er unter Hausarrest gestellt und von einem Offizier schwer bewacht, der direkt im Nebenraum untergebracht worden war. Am 16. März 1853 wurde er zum Tode verurteilt. Nach dem Historiker Pierre Vidal-Naquet beruhte die Anklage allerdings auf falschen Zeugenaussagen und Indizien. Der Vorsitzende des Tribunals, Kitsos Tzavelas, galt außerdem als persönlicher Gegner von Makrygiannis. Fünf von sechs Richtern votierten für das Todesurteil. Die Strafe wurde vom König allerdings in eine lebenslange Haftstrafe umgewandelt. Aber Makrygiannis musste nur 18 Monate im Gefängnis verbüßen. König Otto reduzierte die Strafe erst auf zwanzig, dann auf zehn Jahre. Er wurde schließlich am 2. September 1854 aufgrund des Krimkrieges begnadigt. Die Blockade von Piräus durch französische und britische Truppen führten außerdem zu einer Beförderung von Makrygiannis’ Freund und Weggefährten Kallergis zum Kriegsminister – trotz dessen Versuchen, den König zu stürzen. Kallergis nutzte seinen neuen Einfluss, um Makrygiannis zu befreien. Der hatte im Gefängnis sehr gelitten und hatte nach seiner Entlassung häufig Halluzinationen. Sein Zustand verschlimmerte sich, als sein jüngster Sohn bei einer Cholera-Epidemie in Athen starb.
Am 10. Oktober 1862 brach eine Revolution aus, die mit der Vertreibung König Ottos ins Exil endete. Makrygiannis erhielt seine Ämter, die er mit dem Prozess verloren hatte, zurück und wurde 1864 erneut als Abgeordneter für Athen in die neue verfassungsgebende Versammlung gewählt. Am 20. April 1864 wurde er zum General befördert. Er starb wenige Tage später am 27. April des Jahres 1864.

## Literarisches Werk
Makrygiannis beendete seine Lebenserinnerungen in den Jahren vor seiner Inhaftierung. Die letzten Einträge scheinen vom September oder Oktober 1850 zu stammen, was sich aus den von ihm beschriebenen Ereignissen schließen lässt. Im Text lassen sich nicht nur die persönlichen Erlebnisse des Politikers und Militärs nachvollziehen, er beschreibt auch seine Sicht auf die Menschen und Ereignisse jener Zeit, die er sehr klar und teilweise leidenschaftlich beschreibt. Erstmals vollständig veröffentlicht wurden die Memoiren 1907 von Giannis Vlachogiannis, allerdings wurden Fragmente des Textes schon 1904 in der Zeitung Acropolis abgedruckt. Spyridon Lambros lobte 1908 seine Geradlinigkeit und den geringen Egotismus, wie auch seine Haltung, seine Meinung zu vertreten. Der Literat Kostis Palamas nannte sein Werk 1911 „in seiner Art unvergleichlich, ein Meisterwerk eines zwar ungebildeten, aber starken und autonomen Charakters“. Makrygiannis hatte nur eine sehr geringe Schulbildung genossen und nach eigener Aussage erst in Argos schreiben gelernt, kurz bevor er seine Memoiren begann. Der in Dimotiki geschriebene Text ist nicht nur historisch von Interesse, sondern auch linguistisch bedeutend, da er einen Blick auf das zu jener Zeit übliche Griechisch erlaubt.
Makrygiannis wurde von der Geschichtsschreibung lange ignoriert und selbst von den Chronisten des Unabhängigkeitskrieges kaum erwähnt. Mit dem Erscheinen seines Buches entfachte er das Interesse an der Revolution neu. Trotzdem wurden die Memoiren nach dem anfänglichen Interesse in den folgenden Jahrzehnten kaum zitiert. Makrygiannis wurde wiederentdeckt, als die deutsche Wehrmacht Griechenland besetzte. Im Jahr 1941 veröffentlichte Giorgos Theotokas einen Artikel über den General, in dem er die Memoiren „ein Monument der griechischen Literatur“ nennt, weil sie in Dimotiki geschrieben seien. Nach Angaben des National Book Centre of Greece sagte Seferis auch, dass Makrygiannis gemeinsam mit Alexandros Papadiamantis einer der beiden größten Meister der griechischen Literatur des 19. Jahrhunderts gewesen sei.
Immer wieder angezweifelt wurde die Objektivität des Generals. Vlachogiannis preist im Vorwort zu den Memoiren seine Ehrlichkeit, bemängelt aber fehlende Objektivität und Unvoreingenommenheit. Makrygiannis war Menschen gegenüber, mit denen er im Konflikt lag, sehr nachtragend und nutzt oftmals eine abschätzige Sprache gegenüber ihnen, während er kaum ein schlechtes Wort über die verlor, die er schätzte.
Wenige Monate nachdem er seine Memoiren beendet hatte, begann er an Silvester 1851 ein neues „Geschichtsbuch“, wie er es nannte, das er aber abrupt Ende März 1852 aufgab, als er unter Hausarrest stand. Dieser Text wurde 1936 oder 1937 von Vlachogiannis erworben und letztlich 1983 von Angelos Papakostas unter dem Titel Visionen und Wunder veröffentlicht. Nach Aussagen von Papakostas hat der Text allerdings weit weniger Bedeutung als die Memoiren. Vlachogiannis glaubte, dass Manuskript sei ein „übereifriges Werk eines verwirrten Geistes“ und das sei auch der Grund, warum er es nicht veröffentlichen wollte. Zweifellos ist das Werk das Produkt einer physisch und psychisch gequälten Seele, die in der Isolationshaft mit Gott, Panagia und den Heiligen redete. Der Text offenbart Makrygiannis' tiefe religiöse Gefühle; er wendet sich von der Waffengewalt ab und sucht das Heil der Nation stattdessen in göttlichem Eingreifen. Nichtsdestotrotz glaubte Sphyroeras, dass das Werk in seinem Thema einzigartig in der modernen griechischen Literatur sei und wie die Memoiren eine bedeutende Quelle für linguistische und kulturelle Forschung sei.

## Schriften und Ausgaben
- Ἀπομνημονεύματα (Erinnerungen). Athen 1907
  - Général Macriyannis: Mémoires (Vorwort von Pierre Vidal-Naquet), Albin Michel (französisch).
  - General Makriyannis: Ἀπομνημονεύματα. Athen 1907 (Vorwort von Giannis Vlachogiannis); Reprint 1996 Papyros, Athen (Vorwort von V. Sphyroeras) (griechisch).
  - General Makriyannis: Makriyiannis: The Memoirs of General Makriyannis 1797–1864. Herausgegeben von H.A. Lidderdale, Oxford University Press, Oxford 1966 (englisch).
- Ὁράματα καὶ Θάματα (Visionen und Wunder). Ed. Angelos Papakostas, Athen 1983 (griechisch).